# Splatoon
A Splatoon (スプラトゥーン; Hepburn: Supuratūn) third-person shooter videójáték, melyet a Nintendo fejlesztett és jelentetett meg Wii U-ra. A játék 2015. május 28-án jelent meg Japánban, 2015. május 29-én Észak-Amerikában és Európában, illetve 2015. május 30-án Ausztráliában. A Splatoonban a játékosok színes festéket lőhetnek az ellenfelekre, illetve a felületekre, melyeken így a játékos szereplője át tud úszni, hogy elrejtőzzenek az ellenfelek elől, hogy megnöveljék a mozgási sebességüket, vagy, hogy felmásszanak a falakon emberi alakból tintahallá válással.

## Játékmenet
A Splatoon elsősorban csapatalapú third-person shooter, melyet legfeljebb nyolc játékos játszhat online négy a négy elleni meccsekben, de a játékban helyi egy az egy elleni meccsek és egyjátékos kampány is szerepel. A játékosok inkilngeknek nevezett szereplőket irányíthatnak, melyek képesek emberszerű és tintahalalak között váltani. Az emberszerű alakban az inklingek a saját csapat színének megfelelő festéket lőhetnek, mellyel be lehet borítani a környezetet vagy ki lehet „placcsolni” a szembenálló játékosokat vagy ellenfeleket. Tintahallá alakulással a játékosok lehetőséget nyernek a saját színű festék átúszására, akár falakon fel vagy rácsokon keresztül, elrejtőzve az ellenfelek elől, miközben a festékkészletük is újratölt. Ezzel szemben az ellenfelek festékén jóval lassabban lehet csak átkelni emberi formában, tintahal alakban pedig nem lehet rajta átúszni. A játékosok megpróbálhatják a festékük segítségével „összefröcskölni” az ellenfeleiket, akik így visszakerülnek a csapatuk újraéledési pontjára, amely során egy nagyobb foltnyi festéket is kapnak. A játékosok az összes játékmódban használhatják a Wii U GamePadet a környék térképének megtekintéséhez és egy másik csapattárs irányába való kilövéshez, valamint a választható giroszkópikus irányítással rásegíthetnek a célzásra.
A játék hasonlít a paintballra.
A játékosok egy elsődleges fegyverrel, így például egy közepes hatótávolságú pisztollyal, egy tölthető puskával vagy egy hatalmas festőhengerrel, egy másodlagos fegyverrel, így bombákkal, festékfalakkal vagy összezavaró gránátokkal, illetve egy ideiglenes különleges fegyverrel (köztük páncélokkal, festékcsapásokkal és ellenségérzékelőkkel) indulnak csatába, utóbbiakat akkor lehet aktiválni, ha elég terület lett beborítva festékkel egy különleges mérő megtöltéséhez. Ezeket a fegyvereket csomagokban lehet megvásárolni, a csatákban megszerzett pénzből. Egyre több csomag érhető el, ahogy a játékos tapasztalatot szerez. Ezek mellett a játékosok a környező boltokból testreszabhatják a szereplőjük fejfedőjét, ruházatát, cipőjét; egyre több tárgy válik elérhetővé ahogy a játékos szintet lép. Minden ruhadarab rendelkezik egy fő képességnövelő készséggel, így gyorsabb újraéledési idővel vagy hosszabb időtartamú különleges fegyverrel, illetve kiegészítő készségekkel, melyeket a csaták alatti tapasztalatszerzéssel lehet feloldani. Amikor a játékos összefut a többi játékossal a téren, lehetősége nyílik, hogy megrendeljen egy mások által viselt ruhadarabot, hogy azt másnap magasabb áron megvásárolja egy mellékutcai kereskedőtől.
A játék a Splatoon sorozatú Amiibókat is támogatja, mindegyik figura egy küldetéscsomagot old fel, melyek teljesítése további felszereléseket és egy ráadás minijátékot nyit meg, melyet a Wii U GamePaden lehet játszani az előszobákban való várakozás alatt. A játékosok hozzászólásokat is fűzhetnek a játék Miiverse közösségében, mely üzenetek graffitikként jelennek meg a játékban.

## Fogadtatás

### Megjelenés előtt
A Splatoon jó fogadtatásban részesült a bejelentésekor. A videójátékos sajtóban sokan meglepődtek, hogy a Nintendo egy lövöldőzés IP-t készít, és dicsérték az új játékmenetbeli ötleteikért, melyekkel kitűnik a játék a műfaj többi címétől.

### Megjelenés után
A Splatoon pozitív értékeléseket kapott, 41 teszt alapján 82%-os átlagértékelést érve el a GameRankingson, illetve 60 teszt alapján 81/100-ast a Metacriticen. A GamesRadar 3,5/5 csillaggal jutalmazta a játékot, dicsérve annak frissítő megközelítését a lövöldözős műfaj felé, miközben kritizálta annak néhány elemét, így az előszobákat vagy az Amiibókhoz kötött tartalmakat. A GameTrailers 8,4/10-es pontszámot adott a játékra, dicsérve annak mechanikáját és képi világát, míg a játék megjelenésekori gyér tartalma miatt keseregtek. Az IGN 7,9-et adott a játékra, dicsérve a játékmenetet, de bírálta a jelenlegi tartalom és a hangkommunikáció hiányát. A Destructoid 8,5-es pontszámot adott a játékra, megjegyezve, hogy „[a játék] legtöbb hiányossága szerintem megbocsátható tekintettel arra, hogy milyen átkozottul szórakoztató.” A Nintendo Life kilencet adott a játékra a tízből, a Splatoont az „egyik legszórakoztatóbb” online játéknak kiáltva ki az online meccsek festékmechanika miatti egyedi végkimenetele miatt, amely szerintük hozzájárult a megjelenéskor kevés játszható pálya miatti potenciális unalom ellensúlyozásában.

### Eladások
A Splatoon a második helyen mutatkozott be a brit eladási listákon a megjelenése hetében, a The Witcher 3: Wild Hunt után. A terület ötödik leggyorsabban fogyó Wii U-játéka és a leggyorsabb fogyó új szellemi tulajdona lett a konzolon, megdöntve a Ubisoft's 2012-es ZombiU nyitócíme rekordját. A Splatoon az első helyen debütált a japán eladási listákon megjelenésének hetében több, mint 144 000 dobozos példány eladásával. A játékból 2020. szeptember 30-ig világszerte 4,95 millió példányt adtak el.

### Díjak és elismerések
| Év   | Díj                                 | Kategória                        | Eredmény | Forrás        |
| ---- | ----------------------------------- | -------------------------------- | -------- | ------------- |
| 2014 | Destructoid’s Best of E3            | Legjobb Nintendo exkluzív        | Jelölve  | [ 25 ]        |
| 2014 | Destructoid’s Best of E3            | Legjobb shooter                  | Jelölve  | [ 25 ]        |
| 2014 | Game Critics Awards Best of E3 2014 | Legjobb online többjátékos játék | Jelölve  | [ 26 ] [ 27 ] |
| 2014 | Game Critics Awards Best of E3 2014 | Legjobb eredeti játék            | Jelölve  | [ 26 ] [ 27 ] |
| 2014 | Gamescom Award                      | Legjobb konzoljáték (Wii U)      | Jelölve  | [ 28 ]        |